# Formalismo (filosofía)
El formalismo es una teoría ética que sostiene que el valor moral está determinado por consideraciones formales, y no materiales. Los aspectos materiales de un acto moral incluyen lo que se hace y sus consecuencias, mientras que los aspectos formales son la ley y la actitud e intención del agente. 
Por lo general, el formalismo ético se refiere a las opiniones de tipo kantiano, pues es una ética per se. Una ética formalista se llama así porque sostiene que la disposición de un agente es tomada sin referencia a ningún aspecto material, determina la moralidad de sus acciones, así como la forma determina la naturaleza de un sujeto material.
Immanuel Kant es el ejemplo clásico de un formalista. Para él, nada puede ser concebido como un bien absoluto, excepto una buena voluntad. Un testamento, sin embargo, es bueno solo en la medida en que cumpla con su deber por pura obediencia, y no por lo que logra o es capaz de lograr. La bondad moral es la sumisión a la ley que impone deberes. Esta ley es única, necesaria, universal e inherente a la razón misma. 
Al enfatizar la racionalidad de la ley moral, Kant hizo mucho para frenar el empirismo excesivo y el sentimentalismo que era actual en la ética en su tiempo. También insistió en que los actos moralmente buenos solo pueden proceder de un libre albedrío con una intención correcta. Es incorrecto identificar el bien con la actuación solo por obediencia. En una ética sólida, las nociones centrales son las de la naturaleza, el fin y el bien; deber es un concepto subordinado. Muchos actos buenos no son deberes. El amor espontáneo y estimulante del bien logrado en un acto puede ser, en sí mismo, una mejor razón para hacerlo que cualquier deber. Finalmente, se debe señalar que sólo Dios, por su esencia y no simplemente por su voluntad, es absolutamente bueno y, además, también la fuente de toda bondad.
Surge con las ideas de Immanuel Kant, conteniendo tres características principales:
1. Una norma es legítima si en ella está presente la formalidad; es decir, la legalidad.
2. La norma tiene como base una experiencia moral.
3. Las acciones buenas son las que no han sido hechas por el deber.

Georg Wilhelm Friedrich Hegel introduce la superación de la lógica formal y el establecimiento de la lógica dialéctica: las matemáticas no han logrado justificar estas operaciones que se basan en la transición, porque la transición no es de naturaleza matemática o formal, sino dialéctica.

## Formalismo platónico
Aristóteles  atribuye a Platón, aunque los pitagóricos y los eleats ya lo habían precedido parcialmente, la primacía de la concepción formalista que habla de idea y especie , entendiéndola tanto como la esencia y causa de las cosas materiales como lo que hace las cosas inteligibles. en el sentido de que es la presencia de la idea en la cosa misma, que es una copia imperfecta de la esencia ideal, lo que hace posible que el intelecto del hombre comprenda lo que es: y de ahí el origen del problema de la relación no resuelta en la doctrina platónica entre el mundo ideal, de la forma y el de la realidad material.
La concepción platónica, expuesta en el diálogo de Timeo , de la formación del universo a partir de los dos elementos forma y materia, es retomada y profundizada por Aristóteles que la utiliza para definir la ousia de la sustancia, concebida como un sinolus , un indisoluble unión de forma y materia.

## Formalismo en Aristóteles
Aristóteles, al abordarlo en sus obras Física, Metafísica, Sobre el alma, no está de acuerdo con los platónicos que entendían el mundo de las ideas como algo separado del de las cosas. De hecho, el individuo real no puede existir si la forma ideal no estuviera indisolublemente ligada a la materia en él. Dondequiera que esté presente una realidad material, hay la presencia necesaria de una forma.
La forma, sin embargo, tiene una prioridad cronológica y ontológica, primero en el tiempo y primero como un "ser" con respecto a la materia: de hecho es a la vez una causa eficiente , la que hace posible la existencia de la sustancia, y una final. causa , expresa el fin que da sentido a la existencia de la cosa misma. Pero, argumenta Aristóteles, la prioridad de la forma también es lógica porque " se puede hablar de todo en la medida en que tiene una forma y no por su aspecto material como tal ".

## El formalismo teológico medieval
La teología de la época medieval que aplicó en el formalismo aristotélico de 'connotación alma inmortal'.
De hecho, Santo Tomás rechaza la teoría de los neoplatónicos agustinos que atribuían una especie de materia espiritual al alma humana y angélica y reafirma la pureza de la forma sustancial aristotélica, aunque, añade, la materia tiene su propia característica particular, como materia destinada a aceptar en sí misma la forma o alma, que luego se realiza plenamente como actual sólo en Dios, mientras que en el hombre todavía conserva un elemento de potencialidad y limitación.

## El formalismo kantiano
Los conceptos aristotélicos de forma sustancial y forma final perdieron todo significado original con el advenimiento de la ciencia moderna y adquirieron un valor completamente diferente en la formulación kantiana .
La connotación explícita de formalismo se suele atribuir al pensamiento kantiano que, partiendo del concepto de trascendental, examina el proceso cognitivo:
```
«Llamo trascendental a todo conocimiento que no se refiera a objetos, sino a nuestra forma de conocerlos, ya que esto debe ser posible 
a priori
" 
[
6
]
"
```

En Kant, es decir, el término trascendental indica el mecanismo "formal" del conocimiento, independientemente de su contenido. De hecho, Kant no quiere explicar lo que se sabe, sino cómo se produce el conocimiento, es decir, definir los presupuestos teóricos que hacen posible el conocimiento.
Por un lado, es pasivo, ya que se basa en datos sensibles que adquirimos de forma pasiva; pero por otro lado es activo, ya que estamos dotados de " funciones trascendentales ", de modos de funcionamiento del intelecto que se activan automáticamente en el mismo momento en que recibimos datos sensibles . En el caso, por ejemplo, del primer grado de conocimiento, la intuición , instantáneamente ponemos en acción las funciones del espacio y el tiempo.; es decir, discriminamos, seleccionamos activamente datos sensibles en el espacio y el tiempo. Estos modos de funcionamiento del conocimiento sensible no son una actividad adicional que realizamos, sino peculiaridades específicas, elementos constitutivos de nuestro propio intelecto.
El formalismo kantiano se destaca en particular en el análisis de la moralidad representada por la ley moral que es « el principio válido para todo ser razonable, según el cual debe actuar, es decir, un imperativo. », un" imperativo categórico "cuyo valor no depende de su contenido, sino de su" forma "de derecho que es la" universalidad "de ese deber que formalmente pertenece a todo hombre y que le ordena actuar pero, para respetar su autonomía, no prescribe lo que debe implementar:
```
"El único principio de moralidad consiste en la independencia de cualquier materia de la ley".
[
8
]
```

## El formalismo en el pensamiento post-kantiano
Tomando en parte las concepciones hegelianas, Benedetto Croce retoma el formalismo cuando habla de formas que las remiten a la actividad, a la vida del Espíritu que se expresa en los cuatro grados de Estética, Lógica, Economía y Ética.
De manera diferente en su ensayo Las formas absolutas del espíritu (1909) Giovanni Gentile prefiere señalar como formas absolutas las del Arte, la Religión y la Filosofía como fases dialécticas del yo trascendental entendido como acto puro.
Sigue conectado a un ajuste de Kant es la filosofía de las formas simbólicas de Ernst Cassirer mientras que para Edmund Husserl, ahora lejos de kantismo, el concepto de la forma en la  fenomenología es parte de una filosofía del carácter estrictamente científico. La psicología de la forma o Gestaltpsychologie también se refiere al enfoque fenomenológico.
Finalmente, los desarrollos recientes del formalismo se pueden encontrar finalmente en el concepto de estructura por estructuralismo.